# 阿肯色州州旗

阿肯色州州旗

阿肯色州州旗以紅色為底，中央為一個藍色邊框的白色菱形。整面旗幟上共有29顆五角星：包含了藍色邊框上的25顆白色小五角星、以及白色菱形內的4顆較大的藍色五角星。「阿肯色」的字樣出現在菱形內的中央。其周圍的藍色五角星略有差別：最下方的五角星尖端朝下、其他三顆則尖端朝上。
此一設計來自1912年的一場選拔，在65項參賽作品中，來自瓦貝斯卡（Wabbaseka）的威利·哈克（Willie Kavanaugh Hocker）的設計方案脫穎而出。
旗幟上的25顆白色五角星象徵阿肯色州為美國第25州。在菱形內部，州名字樣上方的藍色五角星，代表南北戰爭時阿肯色州曾經加入的美利堅邦聯。州名字樣下方的三顆五角星則代表曾經統治過阿肯色州的三個國家（法國，西班牙和美國）。